# Hiển vi tương phản giao thoa vi sai
Kính hiển vi tương phản giao thoa vi sai (DIC), còn được gọi là tương phản giao thoa Nomarski (NIC) hoặc phương pháp hiển vi Nomarski, là một kỹ thuật kính hiển vi quang học được sử dụng để tăng cường độ tương phản trong các mẫu trong suốt, không nhuộm màu. DIC hoạt động dựa trên nguyên tắc giao thoa kế để thu thập thông tin về chiều dài quang trình của mẫu, để hiển thị các đặc điểm vô hình khác. DIC là một hệ thống quang học tương đối phức tạp tạo ra một hình ảnh với đối tượng xuất hiện từ đen sang trắng trên nền xám. Hình ảnh này tương tự như hình ảnh thu được bằng kỹ thuật hiển vi tương phản pha nhưng không có quầng nhiễu xạ sáng. Kỹ thuật này được phát minh bởi Francis Hughes Smith, và lần đầu tiên được sản xuất bởi Ernst Leitz Wetzlar ở Đức.
DIC sau đó được phát triển thêm bởi nhà vật lý người Ba Lan Georges Nomarski vào năm 1952, bằng cách tách một nguồn sáng phân cực thành hai phần kết hợp lẫn nhau phân cực vuông góc (có sự dịch pha tại mặt phẳng mẫu vật) và kết hợp lại trước khi quan sát. Sự giao thoa của hai phần khi tái tổ hợp rất nhạy cảm với sự khác biệt quang trình (tức là tích của chỉ số khúc xạ và chiều dài đường đi hình học) của các chum tia. Độ tương phản tại ảnh sẽ tỷ lệ thuận với gradient chiều dài đường dẫn dọc theo hướng cắt, tạo ra sự xuất hiện của một hình ảnh vật lý ba chiều tương ứng với sự thay đổi mật độ quang học của mẫu, làm nổi bật các đường và cạnh mặc dù không cung cấp hình ảnh chính xác về mặt địa hình.

## Quang học của thiết bị

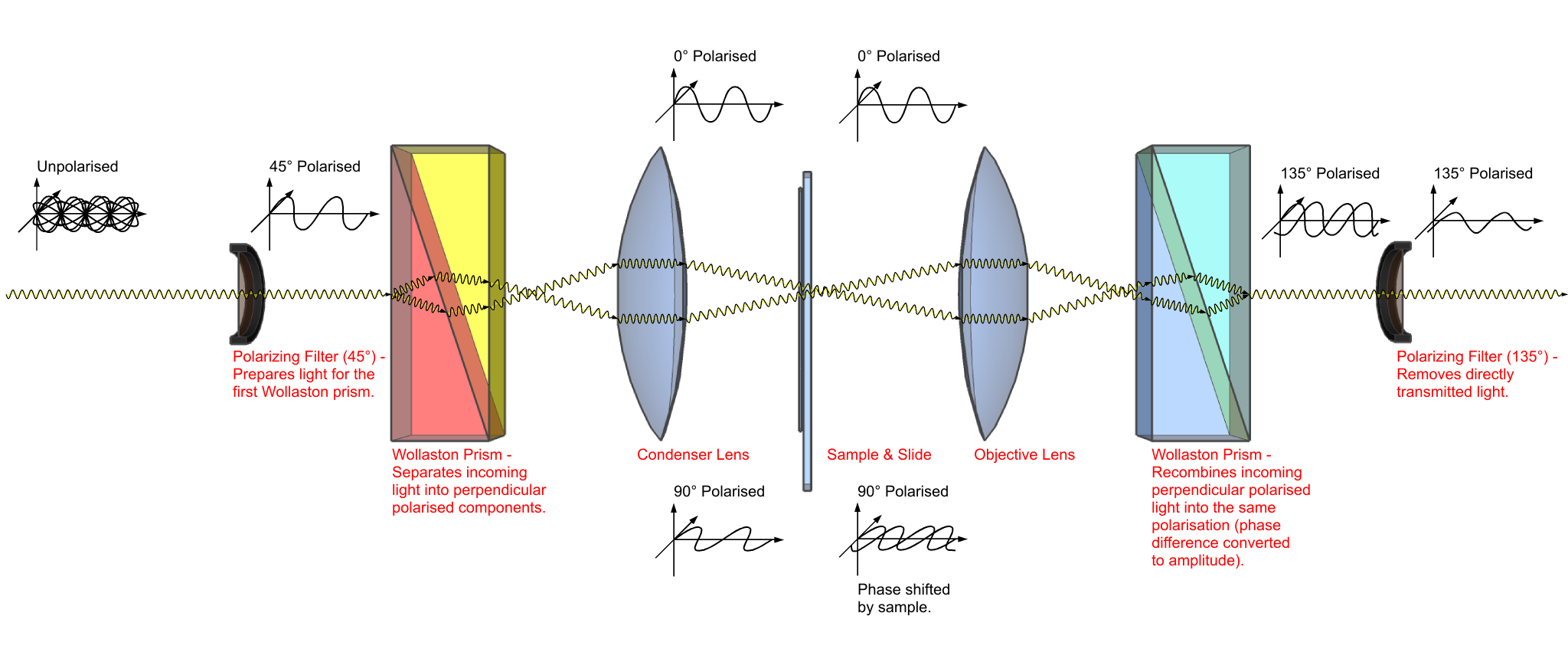
Nguyên lý quang học của kỹ thuật DIC

Kỹ thuật DIC có cấu trúc cơ bản là một kính hiển vi quang học có bổ sung thêm các thành phần để tạo ra độ lệch pha và giao thoa:
- Ánh sáng từ nguồn sáng (ban đầu là ánh sáng tự nhiên không phân cực) sẽ được phân cực nhờ một bộ lọc phân cực 45o,
- Ánh sáng này sẽ đi qua một lăng kính (được gọi là lăng kính Nomarski, hoặc lăng kính Wollaston) có mục đích tách chùm tia này thành hai chùm tia lệch pha 90o với nhau. Sau khi đi qua hệ thống hội tụ nhằm tăng cường độ sáng, cả hai chùm tia này sẽ chiếu qua mẫu (hoặc phản xạ trên mẫu ở các kính hiển vi phản xạ),
- Hai chùm sáng đi qua mẫu sẽ đi qua một lăng kính thứ hai và giao thoa với nhau và tạo ra độ tương phản của ảnh (do hai chùm sáng có độ lệch pha khi chiếu qua mẫu),
- Trước khi ảnh được ghi nhận, ánh sáng sẽ đi qua một bộ lọc phân cực thứ hai nhằm loại bỏ các chùm tia chiếu thẳng.